# 플로리안 판츠너

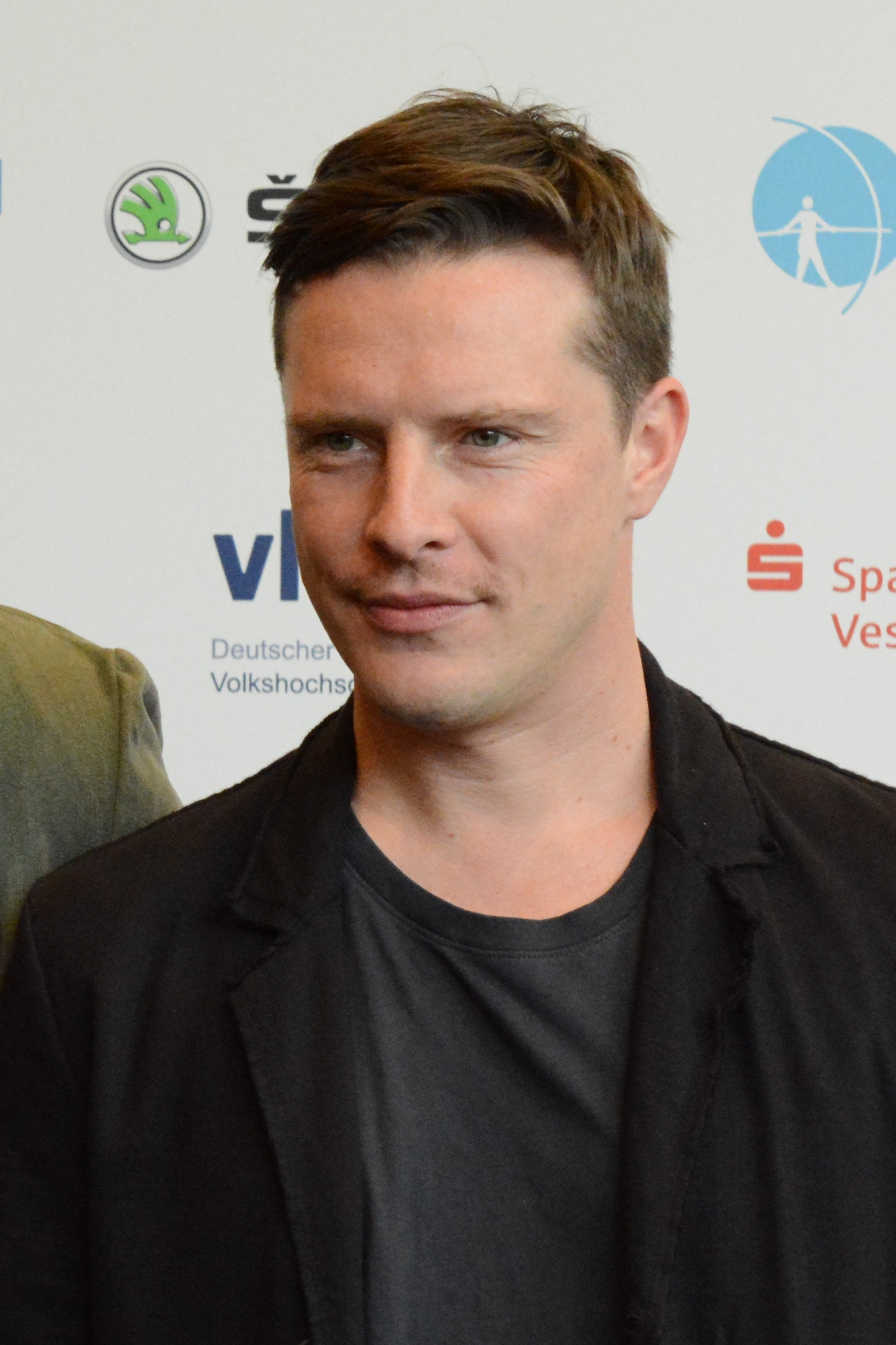

플로리안 판츠너(독일어: Florian Panzner, 1976년 7월 20일 ~ )는 독일의 배우이다.
빌레펠트에서 태어났다.

## 영화
- 올드 에이전트 맨 (2017년)
- 당신의 벽이 속삭일때 (2013년) - 세바스티안 역
- 인터뷰 (2011년)
- 파로에서 온 내 친구 (2008년)
- 작전명 발키리 (2008년) - 하겐 중위 역
- 루시타니아호의 침몰 (2007년)
- 저자세 (2005년)
- 쉼머 (2004년) - 마커스 역
- 루터 (2003년) - 학생 역
- 타투 (2002년)
- 컨스피러시 (2001년)